# 우덕리산성
우덕리산성(優德里山城)은 대한민국 전북특별자치도 정읍시 덕천면에 있는 산성이다. 1981년 4월 1일 전북특별자치도의 기념물 제51호로 지정되었다.

## 개요
전라북도 정읍시 덕천면 우덕리 시루봉 위에 쌓은 산성으로, 남북방향의 작은 봉우리를 길쭉한 타원형으로 두른 테뫼식 산성이다.
이 성의 둘레는 약 415m인데, 북문터와 서문터로 생각되는 단절된 부분이 있어 2개의 문이 있었던 듯하다. 성내에서는 매우 오래된 그릇조각들이 발견되고 있다.
이 산성은 나무로 울타리를 두른 형태를 하고 있어서 백제 때부터 있어 온 성터로 추정되고 있다.

## 현지 안내문
이 성은 교통의 요지인 시루봉을 에워 싼 테뫼식 산성이다. 산 위에는 중앙부가 말 안장처럼 생긴 작은 봉우리가 남북방향으로 있는데, 길쭉한 타원형의 성벽 흔적이 남아 있다. 이 성의 둘레는 약 415m이며 계단처럼 되어 있는 산비탈 동쪽에 돌로 쌓은 흔적이 보인다.
북문터와 서문터로 추정되는 단절된 부분을 볼 때, 이 성에는 원래 두 개의 성문이 있었던 듯 하다. 이 산성은 성안에서 매우 오래된 그릇 조각들이 발견되고, 초기 성책 형태를 취하고 있는 점으로 미루어 백제시대부터 있어 온 성터로 추정된다.

## 참고 자료
- 우덕리산성 - 국가유산청 국가유산포털